# Улан-Баторский троллейбус
Уланбаторский троллейбус — система общественного транспорта в столице Монголии — Улан-Баторе, и единственная в стране. Была открыта 29 октября 1987 года, по состоянию на 2016 год имеется 2 троллейбусных депо, 53 троллейбуса и 3 действующих маршрута.

## Маршруты

### Действующие
- (№2) 5 квартал — Ботанический сад
- (№4) Вокзал — Ботанический сад
- (№5) 3 и 4 микрорайоны — ДК Офицеров

### Закрытые
- (№1) Комбинат Стройматериалов — ДК Офицеров
- (№3) БММЗ — 3 и 4 микрорайоны
- (№6) БММЗ — ДК Офицеров
- (№7) Вокзал — 7-я остановка

## Подвижной состав

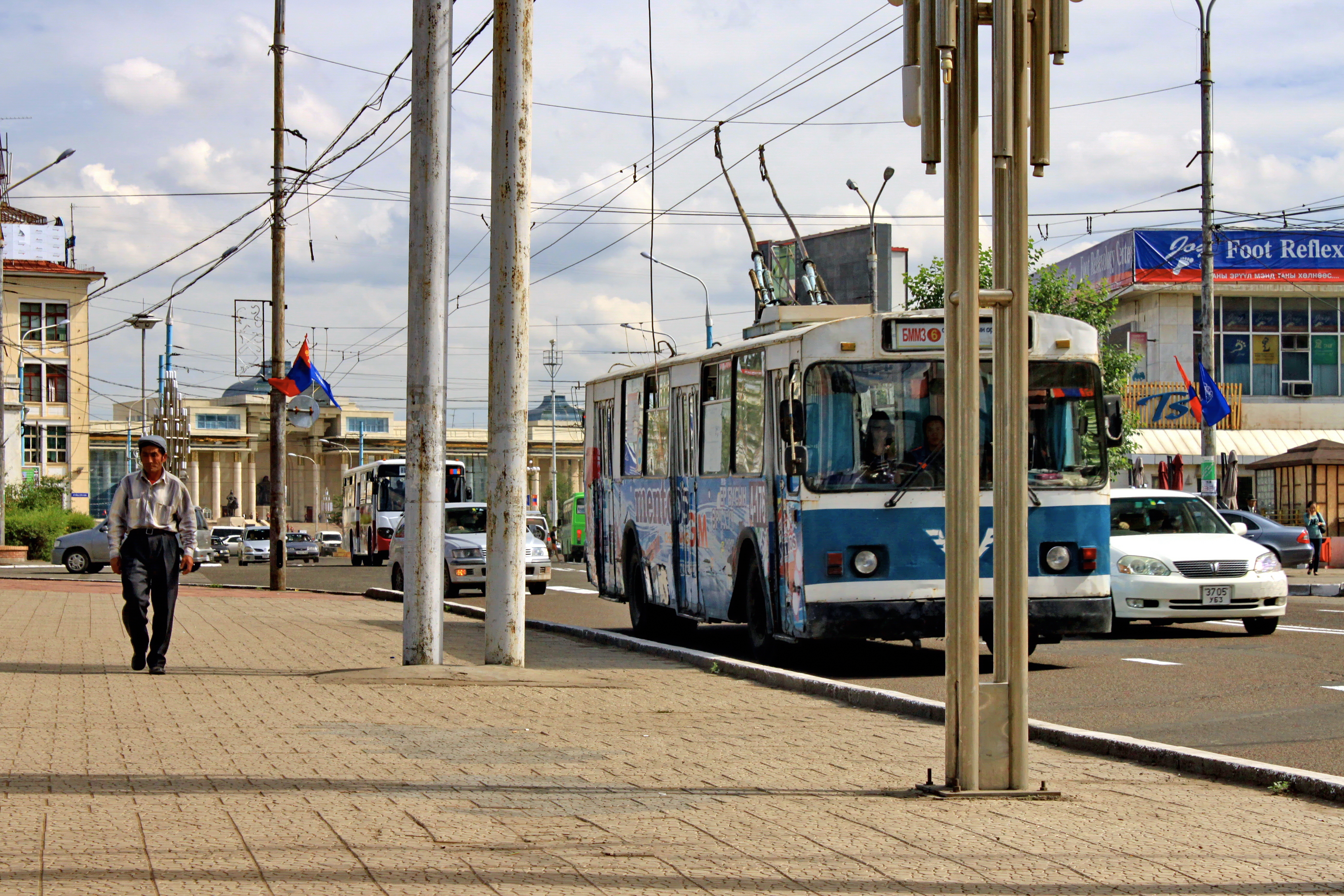
Троллейбус в центре Улан-Батора

МТрЗ-6223-* — 9
JEA 800F — 8
Shenfeng SY-D60C — 7
JEA 800 — 6
BJD-WG-120A — 5, из них 4 работают.
ЗиУ-682 — 6
JEA 800T — 2
JEA 800M — 1.
Всего 53 троллейбуса

## Депо
Все маршруты обслуживаются единственным депо, которое расположено недалеко от конечной остановки «Комбинат Стройматериалов».
Открыто в 1987 году.
Также есть второе депо, бортномера троллейбусов: 32-ххх.